# Тилзитски мир
Тилзитски мир e мирен договор, сключен в Тилзит на 26 юни 1807 г. в края на войната на четвъртата коалиция в резултат от преговорите между Наполеон I и руския император Александър I. Русия се присъединява към континенталната блокада и се съгласява да бъде създадено Варшавското велико херцогство.

## Предистория
През 1806 г. е формирана 4-та антифренска коалиция (Великобритания, Русия, Прусия, Саксония и Швеция). В хода на военните действия са проведени редица сражения: при Йена – Ауерщед, Пултуск, Пройсиш–Ейлау и Фридланд.
На 14 октомври 1806 г. при Йена и Ауерщед, френската армия под командването на Наполеон (150 000 войници) разгромява пруската армия под командването на херцог Брауншвайг (100 000 войници) и окупира Прусия.
На 14(26) декември 1806 г. при Пултуск (Полша) руският корпус на ген. Бенингсен (45 000) отразява атаките на френския корпус на маршал Лан (20 000).
Следва битката при Пройсиш – Ейлау, град в Източна Прусия (днес гр. Багратионовск, Калининградска област на Руската федерация) – 26 – 27 януари (нов стил 7 – 8 февруари) 1807 г., 78 хилядна руско–пруска армия (в т. ч. 8000 прусаци), командвана от ген. Бенингсен, води бой със 70 хилядна френска армия под командването на Наполеон. Съюзническата армия предприема тактическо отстъпление.
Кампанията приключва със сражението при гр. Фридланд (днес гр. Правдинск) 02 (нов стил 14) юни 1807 г., в което руската армия под командването на ген. Бенингсен (60 000 войници) претърпява поражение от френската армия (85 000 войници).
След победата на Наполеон, съюзниците подписват Тилзитския мир с Франция. Русия подписва на 25 юни (нов стил 07 юни) 1807 г., а Прусия – на 09 (нов стил 21) юли 1807 г. Русия се съгласява в нейните граници да бъде създадено Варшавското херцогство – васално на Франция. Русия се задължава да плати 100 000 000 франка контрибуции и да се присъедини към континенталната блокада на Англия.
Франция става абсолютен хегемон на континента.